# Hesser-Denkmal

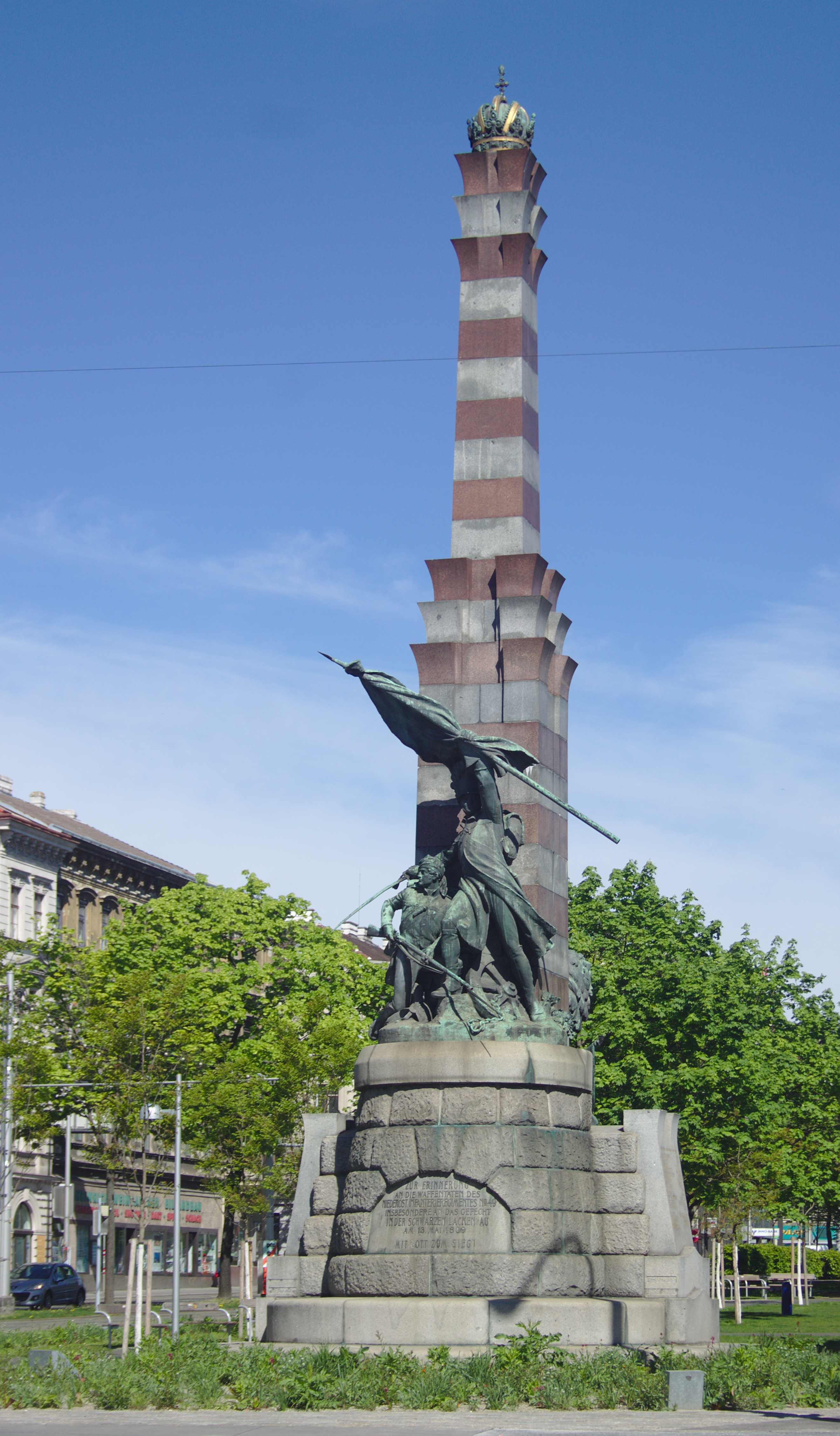
Hesser-Denkmal

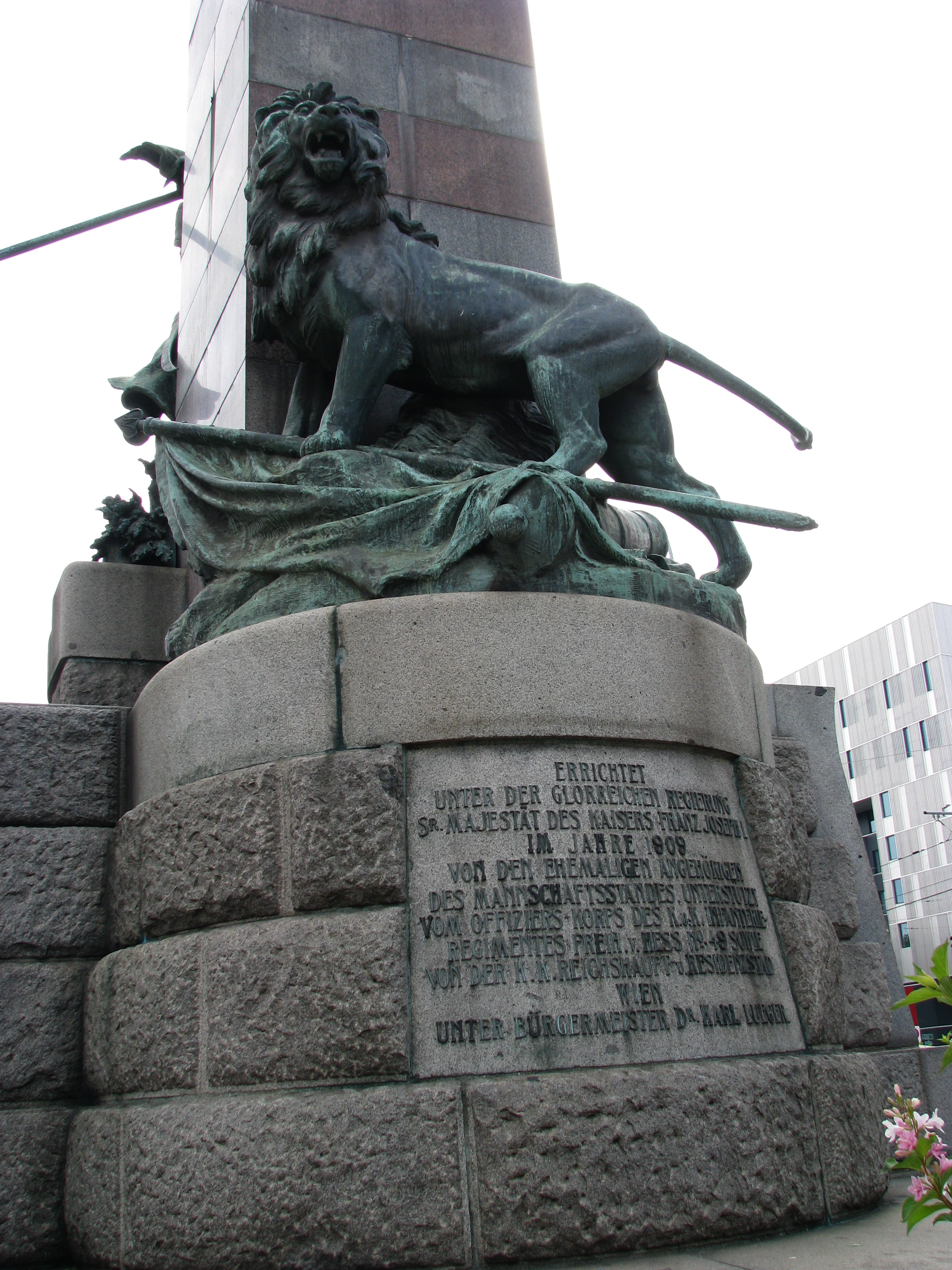
Rückseite

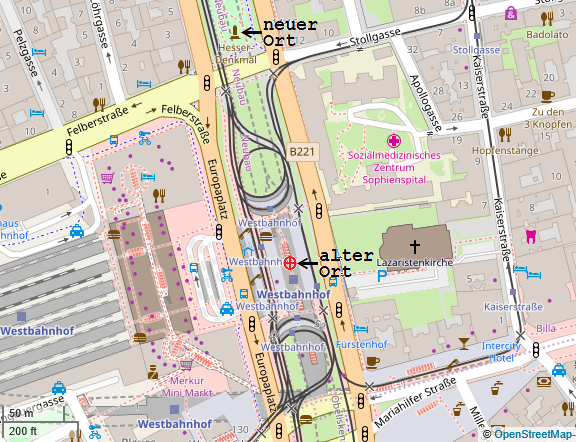
Alter und neuer Ort

Das Hesser-Denkmal erinnert an ein Gefecht des k.k. Niederösterreichischen Infanterie-Regiments „Freiherr von Hess“ Nr. 49 bei der Schwarzen Lackenau (heute Schwarzlackenau, 21. Wiener Gemeindebezirk) am 13. Mai 1809. Es befindet sich auf dem Neubaugürtel in Wien nahe dem Westbahnhof auf einer Grünfläche zwischen den beiden Richtungsfahrbahnen des Gürtels, die 2013 Emil-Maurer-Park benannt wurde.
Vor dem Jahre 1989 befand sich dieses Denkmal in der Mitte zwischen dem Wiener Westbahnhof und der Lazaristenkirche „Zur Unbefleckten Empfängnis“. Für den Neubau der U-Bahn-Station Westbahnhof wurde dieses Denkmal dann versetzt. Die vordere Schrifttafel dieses Denkmals zeigte damals zum Westbahnhof.
Das Denkmal steht unter Denkmalschutz und wird auch als Kunstwerk im öffentlichen Raum geführt.

## Historischer Hintergrund
Das Denkmal erinnert an ein Gefecht bei der Schwarzlackenau im Zuge der Schlacht bei Aspern am 13. Mai 1809, bei dem den Truppen Napoleon Bonapartes der Übergang auf das linke Donauufer verwehrt wurde. Es ist dem damaligen k.k. und späteren k.u.k. Niederösterreichischen Infanterie-Regiment „Freiherr von Hess“ Nr. 49 gewidmet. Das Denkmal wurde zum 100. Jahrestag des Gefechts am 13. Mai 1909 in Anwesenheit von Kaiser Franz Joseph eingeweiht.

## Beschreibung
Am Fuße eines 16 Meter hohen Obelisken mit einer Bronzekopie der österreichischen Kaiserkrone an der Spitze stehen zwei Skulpturengruppen. Auf der Schauseite Richtung Europaplatz (Westbahnhof) sind zwei Soldaten des Regiments während des Gefechts in der Schwarzlackenau dargestellt. Ein stehender Infanterist hält die Regimentsfahne hoch, der andere wurde verwundet und kniet daneben. Auf der Rückseite steht ein brüllender Löwe auf einer erbeuteten Fahne und militärischen Trophäen. Der Löwe wurde vom Bildhauer nach einem im Tiergarten Schönbrunn lebenden Vorbild gestaltet. Die Skulpturen wurden vom Bildhauer Josef Tuch geschaffen, Sockel und Obelisk von Architekt Karl Badstieber. Die Figur des Infanteristen mit der Regimentsfahne zitiert sowohl das Reiterdenkmal Erzherzog Karls auf dem Heldenplatz als auch das Wiener Deutschmeisterdenkmal, an dem Tuch mitgearbeitet hatte.